# ریچارد تمپلتون
ریچارد تمپلتون (به انگلیسی: Richard Templeton) (زاده ۱۹۵۹) کارآفرین، بازرگان و مدیر ارشد اجرایی آمریکایی است، که اکنون به‌عنوان مدیر عامل اجرایی شرکت تگزاس اینسترومنتس فعالیت می‌نماید.